# Camaleons
Els camaleons (Chamaeleonidae) són una família de sauròpsids (rèptils) escatosos. Tenen un aspecte molt característic que els fa inconfusibles, com el cos comprimit, la llengua molt llarga i la cua prènsil, i es ben coneguda la seva capacitat de canviar de color en funció del seu entorn o del seu estat d'ànim.

## Etimologia
El mot «camaleó» deriva del llatí chamaeleo, que al seu torn prové del grec χαμαιλέων (khamailéōn), paraula formada per χαμαί (khamai) 	‘a terra’ i λέων (léon) ‘lleó’. La paraula grega es un calc de l'accadi nēš qaqqari, ‘lleó terrestre’.

## Característiques
La seva longitud oscil·la des de pocs centímetres fins a 63 cm, aproximadament. Tenen un cos comprimit lateralment amb potes llargues i primes i els seus dits estan dividits en dos grups de dos i tres dits que els permeten agafar-se a les branques. Tenen una cua llarga i corbada i prènsil. Molts camaleons tenen el cap gros i els mascles poden arribar a tenir fins a tres banyes, que de vegades utilitzen per al combat. Tenen el coll curt i de mobilitat limitada, cosa que supleix amb els seus ulls grans, que poden moure en totes direccions de manera independent l'un de l'altre. No tenen timpans auditius externs.

## Història natural
Són coneguts per la seva capacitat de canviar de color en pocs segons (mimetisme), quan se senten amenaçats i en resposta a canvis de temperatura, llum, color i altres alteracions ambientals. Aquest canvi de color és degut a l'acció d'hormones que afecten unes cèl·lules pigmentàries especials presents a la pell. No obstant això, els camaleons no sempre canvien de color per adaptar-se al medi que els envolta, sinó que sovint ho fan en funció del seu estat d'ànim (por, excitació, etc.).
Viuen generalment als arbres i s'alimenten d'insectes utilitzant una llengua molt llarga i enganxosa que projecten cap a l'exterior. Algunes espècies grans també cacen vertebrats com ara ratolins. Obtenen l'aigua que necessiten de la rosada dipositada sobre les fulles dels arbres.
La majoria de les espècies en són ovípares i ponen entre 30 i 40 ous amb closca semitransparent, que són enterrats per la femella. El període d'incubació dels ous varia segons l'espècie i pot oscil·lar d'entre 2-3 mesos fins a 9 mesos. Algunes espècies de l'Àfrica del Sud i de les regions muntanyoses de l'Àfrica oriental són ovovivípares.

## Distribució
Les espècies de la família dels camaleònids es distribueix per tota la costa mediterrània africana i pel sud d'Anatòlia, Àfrica subsahariana, l'Índia, Sri Lanka i les Illes Seychelles, amb una gran diversitat a l'illa de Madagascar.
A la península Ibèrica i a Europa només hi viu el camaleó comú (Chamaeleo chamaeleon), el camaleó mediterrani, que actualment es troba en perill d'extinció, i que es troba en punts molt concrets de la geografia andalusa, murciana i a Portugal, on es troba a l'Algarve, també hi ha poblacions a Itàlia i Creta.

## Taxonomia
La família dels camaleònids inclou 11 gèneres i un total de 213 espècies repartits en dues subfamílies:
- Subfamília Chamaeleoninae (camaleons típics)
  - Gènere Bradypodion
  - Gènere Calumma
  - Gènere Chamaeleo
  - Gènere Furcifer
  - Gènere Kinyongia
  - Gènere Nadzikambia
  - Gènere Archaius
  - Gènere Trioceros
- Subfamília Brookesiinae (camaleons nans)
  - Gènere Brookesia
  - Gènere Rhampholeon
  - Gènere Rieppeleon

## Galeria

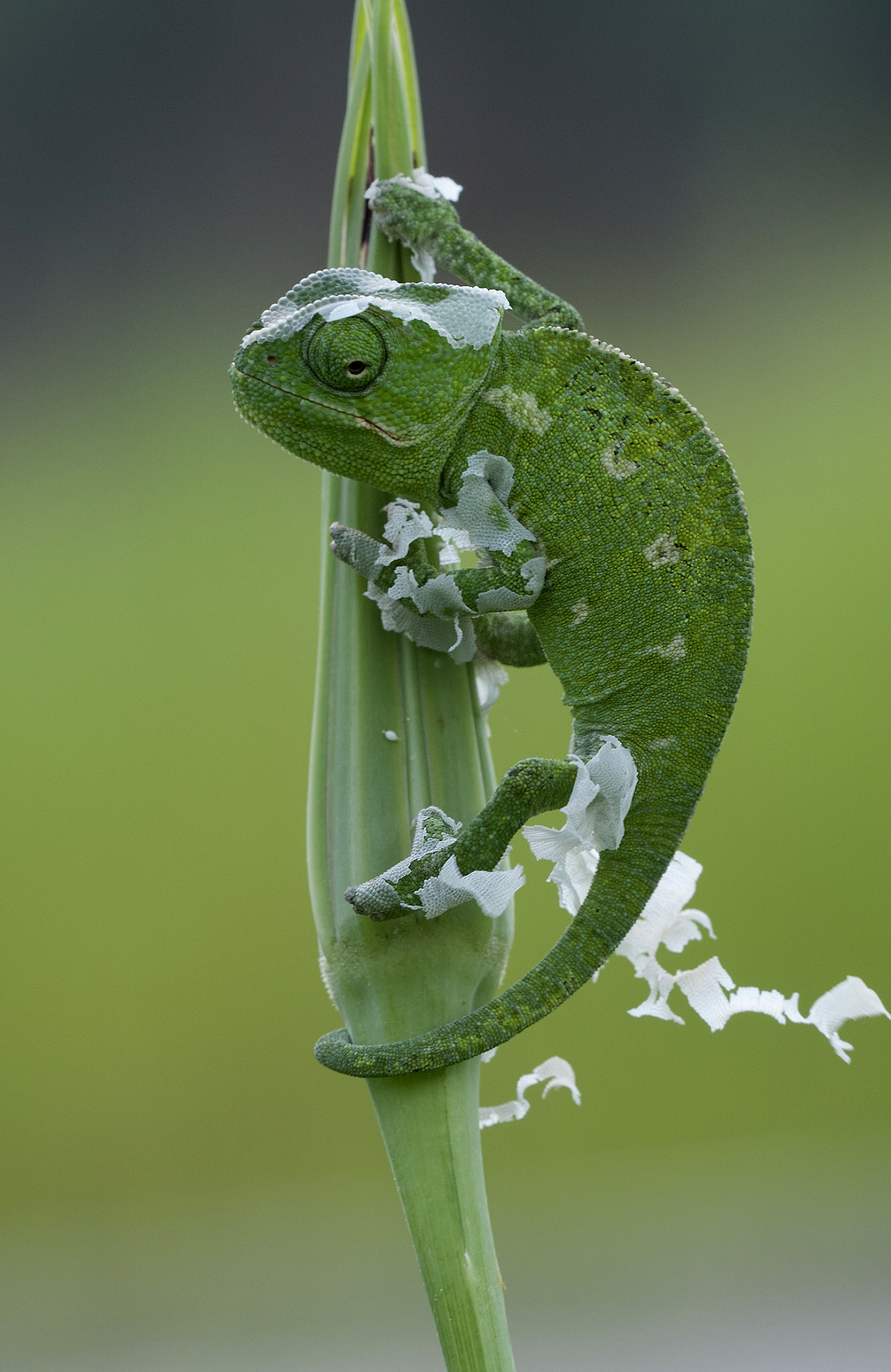
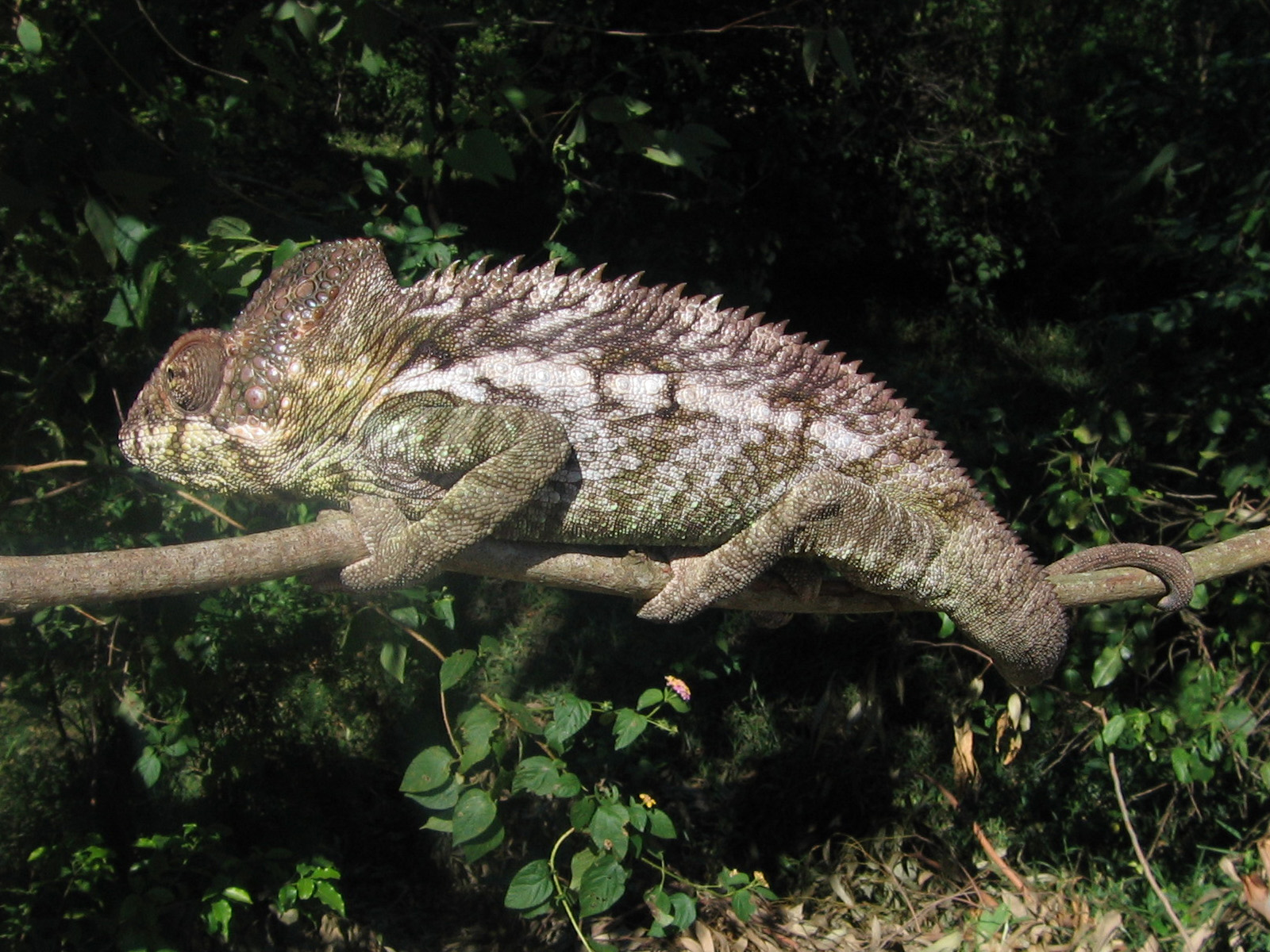
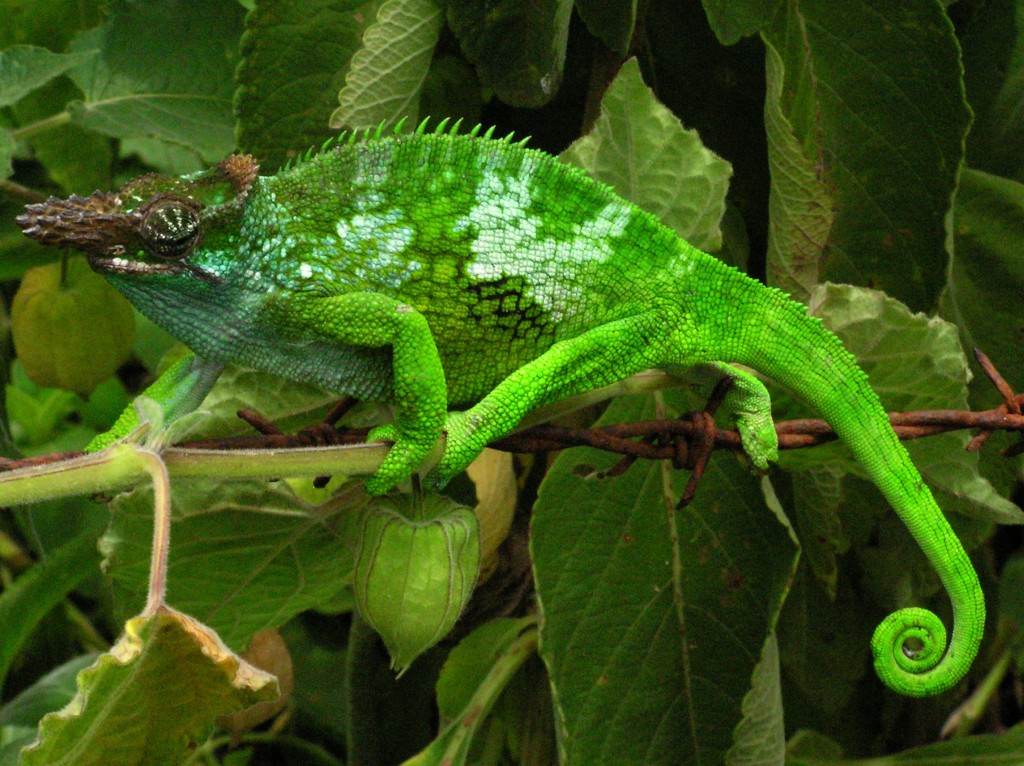
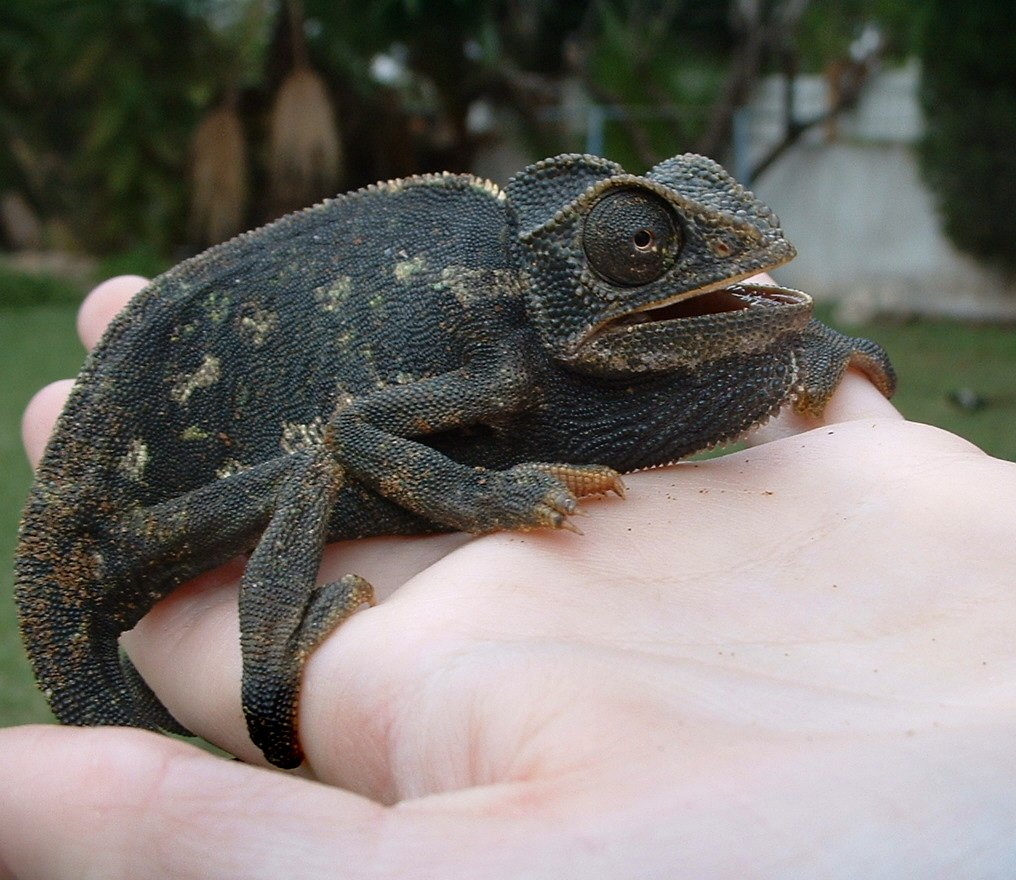
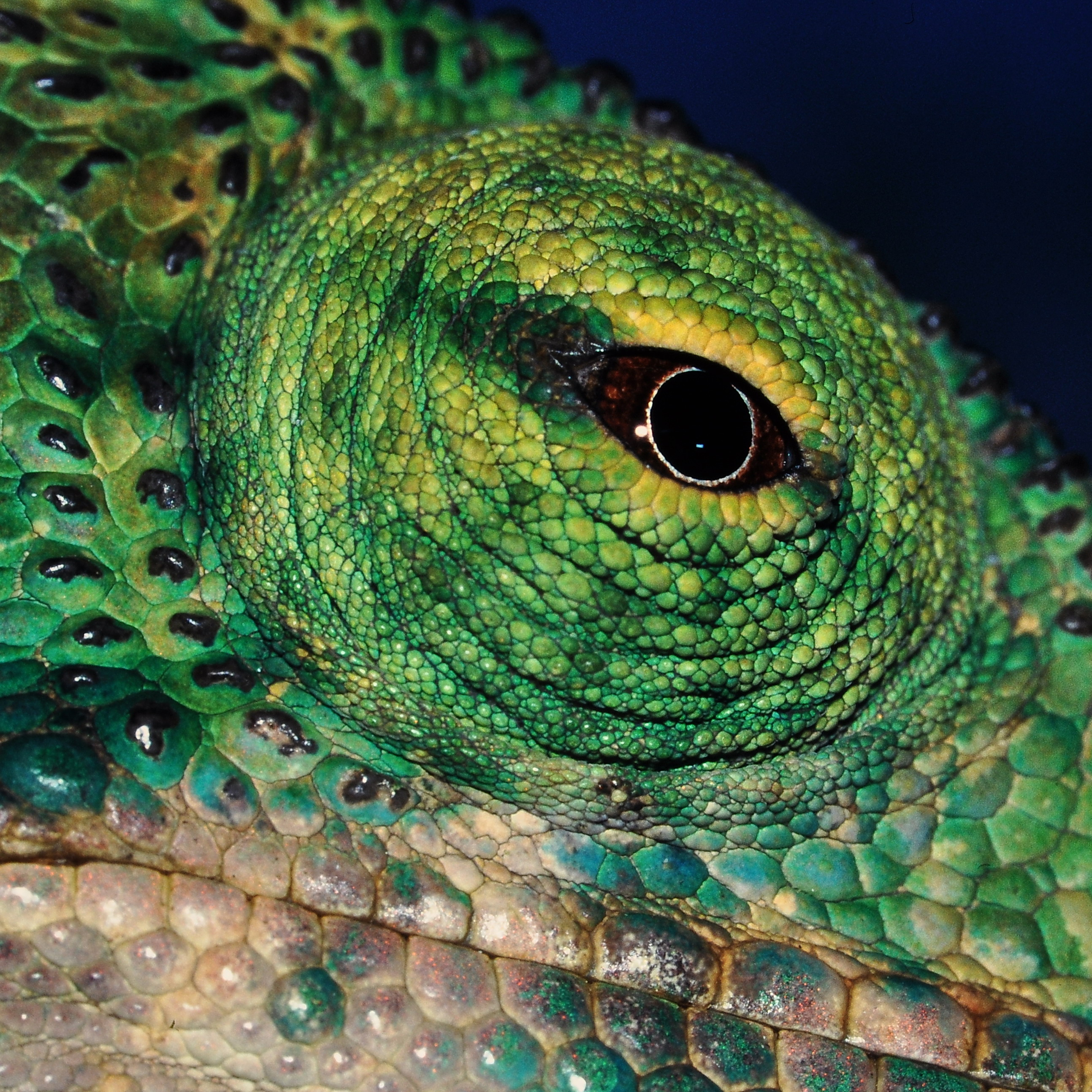
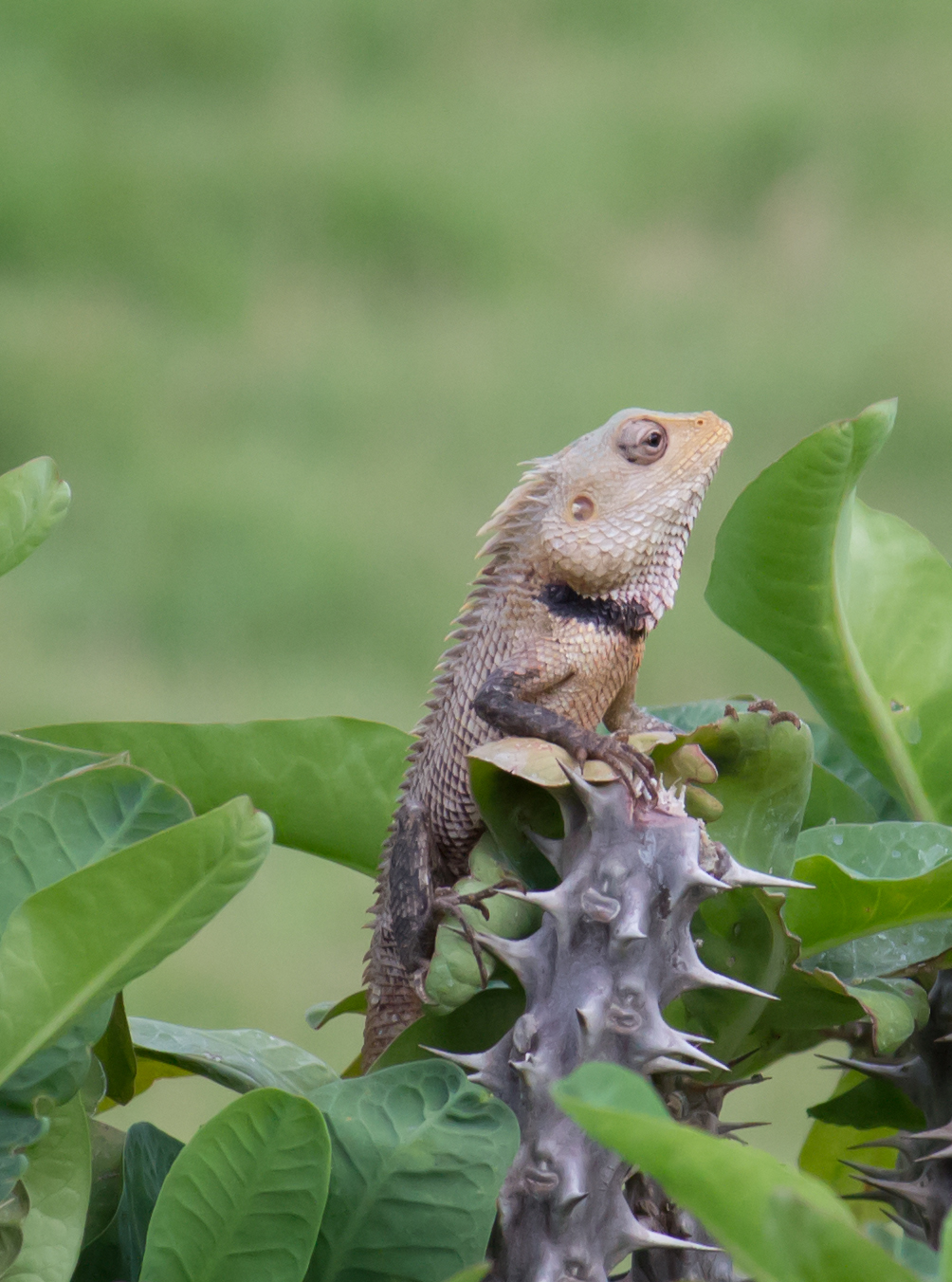